# 花と蛇
『花と蛇』（はなとへび）は、団鬼六によるSM小説（官能小説）。幾度となく映画化されている。

## 小説
- 昭和37年（1962年）8月『奇譚クラブ』に花巻京太郎の名で投稿、以後連載[1]。その後、掲載誌を『アブハンター』に変え、昭和50年（1975年）9月に完結。
- 花と蛇 第1-10 （耽美館（SM耽美文学） 1969年-1970年）
- 決定版花と蛇 1-8（桃園書房 1977年-1978年）
以上はいずれも『奇譚クラブ』掲載分のみ収録。
- 花影夫人 完結 花と蛇　（東京三世社　1980年）
『アブハンター』掲載分だけをまとめたもの。
- 花と蛇 1-8 （角川文庫 1984年-1985年）
  1. 誘拐の巻
  2. 涕泣の巻
  3. 飼育の巻
  4. 調教の巻
  5. 憂愁の巻
  6. 羞恥の巻
  7. 屈辱の巻
  8. 号泣の巻

初の完全版になる予定だったが、最終巻は発売されなかった。
- 花と蛇 1-9 （富士見書房 （団鬼六全集） 1985年-1986年）
  1. 　完結編

初めて連載全編を収録した完全版。
- 花と蛇 上中下（太田出版 1992年-1993年）
  - 上 調教編
  - 中 開花編
  - 下 爛熟編

富士見書房版に大幅に加筆訂正。
- 花と蛇 1-10（幻冬舎アウトロー文庫　1999年）
太田出版版にさらに加筆訂正。この10巻本では、1-8巻のサブタイトルは角川文庫版、富士見書房版と同じであるが、9巻は「被虐の巻」と題され、10巻が「完結編」となっている。
- 花と蛇 画集（天野喜孝 太田出版 2005年）
- 花と蛇 縛り、縛られ、縛り倒す緊縛官能哀歌　第1-4集（竹書房 2006年-2009年）

## 映画
いずれも成人指定（東映ビデオ作品はR18+）となっている。

### 日活による映画版

#### 花と蛇
キャスト
- 遠山静子：谷ナオミ
- 遠山千造：坂本長利
- 片桐誠：石津康彦
- 片桐美代：藤ひろ子
- ハル：あべ聖
- 課長：八代康二
- 緊縛師：高橋明

#### 花と蛇 地獄篇
キャスト
- 遠山静子：麻生かおり
- 遠山京子：藤村真美
- 川田美津夫：中田譲治
- 銀子：清元香代
- マリ：渚あけみ
- 朱美：染井真理
- 田代一平：仙波和之
- 遠山義隆：児玉謙次
- 津山淳：平泉成

#### 花と蛇 飼育篇
キャスト
- 遠山静子：小川美那子
- 遠山隆義：永井秀明
- 田代：港雄一
- 村瀬美津子：舵川まり子
- 藤原千代：矢生有里
- 杉本：坂元貞美

#### 花と蛇 白衣縄奴隷
キャスト
- 山際美貴：真咲乱
- 竹内直江：小川美那子
- 伊藤希代子：江崎和代
- 大庭秀紀：野上正義

#### 花と蛇 究極縄調教
キャスト
- 遠山志津子：長坂しほり
- 遠山久美子：速水舞
- 佐伯道子：水木薫
- 野沢俊介：中原潤
- 沼田：新海丈夫

### 東映ビデオによる映画版

#### 杉本彩主演の映画版
花と蛇
2004年3月13日公開。
ストーリー
裏世界の大御所である老人・田代（石橋蓮司）はある日、世界的タンゴダンサー・遠山静子を映した映像に釘付けとなる。
田代の命を受けた部下・森田は、静子の夫である若手実業家・遠山隆義（野村宏伸）を脅迫して、静子を「パーティー会場」へとおびき出すとともに、彼女のボディガード・京子（未向）を集団で襲撃させ、会場へと運び込む。
キャスト
- 遠山静子：杉本彩
- 遠山隆義：野村宏伸
- 田代一平：石橋蓮司
- 森田幹造：遠藤憲一
- 野島京子：未向
- ピエロ男：伊藤洋三郎
- M女：卯月妙子

その他
- 緊縛指導：有末剛

備考
わずか3タイトルだけの発売に終わった48DVDでのリリースもあった。

##### 花と蛇2 パリ/静子
2005年公開。
キャスト
- 遠山静子：杉本彩
- 池上亮輔：遠藤憲一
- 池上小夜子：不二子
- 遠山隆義：宍戸錠
- オークションの女、貴子：荒井美恵子
- オークションの司祭：伊藤洋三郎
- 墨田：中山俊
- 及川清輝：品川徹

スタッフ
- 原作：団鬼六
- 監督・脚本：石井隆

#### 花と蛇3
- タイトルに「3」とあるが上記の杉本彩主演の2作品との関連はなく、あくまでも区別のために付けられている。
- 主演：小向美奈子、監督：成田裕介、脚本：我妻正義。2010年8月全国公開された。

キャスト
- 遠山静子：小向美奈子
- 遠山隆義：本宮泰風
- 野島京子：小松崎真理
- 鬼村源一(伊沢)：火野正平
- 折原珠江：水谷ケイ
- 平原美佐江：琴乃
- 工藤俊作
- 斎藤歩

映像ソフト化
- 小向美奈子 緊縛 - 映画「花と蛇3」より（2010年7月21日発売）
  - 本編のメイキング映像を収録したDVD。初回生産封入特典として劇場割引券が付属する。
- 花と蛇3（2010年12月3日発売）
  - 本編のDVD・ブルーレイソフト化。

#### 花と蛇ZERO
2014年5月17日公開、団鬼六の原作に近い内容。
キャスト
- 雨宮美咲（刑事）：天乃舞衣子
- 遠山静子：濱田のり子
- 瑠璃（主婦）：桜木梨奈
- エディ：辻本祐樹
- 馬場慶彦警部：木村祐一
- 雨宮美冬：あんり

その他
- 黒川：菅原大吉
- 遠山隆義：津田寛治
- 広木：川野直輝
- 斎藤：榊英雄

## アダルトゲーム
エルフによるゲーム化作品。2005年発売。

### 概要
「調教AVG」として、CGやグラフィックマップなどを駆使してゲーム化された。往年の作品のゲーム化ということで、話題を呼んだ。声優は非公表。

### ストーリー
昭和中期、高度成長時代を迎えていた日本 ――― そんな戦後経済の混乱の中、『遠山電器』は、ありとあらゆる電化製品を扱い、業界第1位に躍り出た電器メーカーである。
この『遠山電器』を一代で築き上げたのが、遠山隆義。そして川田（主人公）は、この大富豪・遠山の雇われ運転手をしている男である。
遠山には、娘ほどに年が違う後妻・静子がおり、溺愛していた。彼女は才色兼備で稀に見る絶世の美女。実は川田にとっても密かな憧れの人で、人知れず思いを寄せている女性なのだった……。

### 登場人物
川田
物語の主人公。
遠山静子
遠山桂子
静子の義娘。
野島京子
野島美津子
京子の妹。
遠山隆義
静子の夫。
村瀬文夫
美津子の恋人。
村瀬小夜子
文夫の姐。

## アダルトアニメ
団鬼六によるSM小説『花と蛇』の無修正アダルトアニメ版。

### あらすじ
遠山静子は若き実業家の後妻だ。暮らしは豊かだが、先妻の娘である桂子との仲が上手くいかず、思い悩む毎日だった。そんなある日、桂子を誘拐したという電話が入る。驚いた静子は、身代金を持って犯人との交渉に臨むが...

### キャスト
- 遠山静子：尾崎くみこ
- 遠山桂子：真咲はな
- 川田一夫：奥村祐司
- 鬼村源一：五木幸三
- 銀子：麻生れいこ
- 朱美：清水ひとみ

### スタッフ
- 監督：竹羽正彦
- 企画：中原研一
- プロデューサー：中原研一
- 脚本：中原研一
- キャラクターデザイン：ジェームス林

### 商品一覧
- 花と蛇 The Animation 第一章 麗しき無惨花（2006年7月21日発売）
- 花と蛇 The Animation 第二章 恥辱の檻（2006年8月24日発売）
- 花と蛇 The Animation 第三章 終わりなき性地獄（2006年9月22日発売）

## 月蝕歌劇団劇場公演「花と蛇〜新版〜」
2007年2月には月蝕歌劇団により舞台化され、本多劇場にてステージ上演された。初の舞台化。最初で最後のライブ「花と蛇」を完全収録。R18指定作品。

### 出演者
遠山静子：三坂知絵子
遠山桂子：紅日毬子
倉敷あみ
森永理科
合沢萌
一ノ瀬めぐみ
黄金咲ちひろ
木塚咲

### スタッフ
- 脚本・演出：
- 音楽：
- 企画：月蝕歌劇団
- 舞台監督：
- 照明：
- 音響：
- 整音：
- 衣裳：
- 化粧：
- 美術設計：
- 小道具：
- 制作：
- 電網制作：
- 製作：

### DVD
- 2007年7月24日発売。